# Férfibecsület
A Férfibecsület (eredeti címe: Men of Honor) 2000-ben bemutatott amerikai filmdráma George Tillman Jr. rendezésében. A főbb szerepekben Robert De Niro, Cuba Gooding Jr. és Charlize Theron látható.
Világpremierje 2000. szeptember 14-én volt a Torontói Nemzetközi Filmfesztiválon. Az Amerikai Egyesült Államokban november 1-jétől, Magyarországon 2001. március 22-től kezdték vetíteni a mozikban.
Bár negatív kritikákat kapott, bevételi szempontból jól teljesített. A film zenéjét két Grammy-díjra jelölték a 44. Grammy-gálán.

## Cselekmény
Carl Brashear 1949-ben elhagyja szülőföldjét, Kentuckyt és a földműves életet, és belép az Egyesült Államok haditengerészetébe. A USS Hoist nevű mentőhajó legénységének tagjaként, ahol a konyhára osztják be, az egyik búvár, "Billy" Sunday altiszt bátorsága inspirálja. Brashear elhatározza, hogy legyőzi a rasszizmust, és ő lesz az első fekete amerikai haditengerészeti búvár, sőt kijelenti, hogy mesterbúvár lesz. Végül kiválasztják a New Jersey állambeli Bayonne-ban működő búvár- és mentőiskolába, ahová másodosztályú hajóskapitányként érkezik. Rájön, hogy Sunday törzsőrmester a vezető altiszt és vezető oktató, aki az iskola különc, bigott parancsnokától azt a parancsot kapja, hogy gondoskodjon arról, hogy Brashear megbukjon.
Brashear igyekszik leküzdeni tanulmányi hiányosságait, amelyek abból erednek, hogy hetedik osztályban otthagyta az iskolát, hogy a családja csődbe jutott farmján dolgozhasson. Tanulmányi segítséget kap későbbi feleségétől, egy orvostanhallgatótól, aki részmunkaidőben a New York-i Közkönyvtárban dolgozik Harlemben. Brashear búvárként is bizonyít, amikor megmenti egy diáktársát, akit búvártársa elhagy egy mentési értékelés során. Sajnos a parancsnok rasszizmusa miatt a gyáva diáktárs kap kitüntetést Brashear hősies tettéért. Hasonlóképpen, egy víz alatti összeszerelési feladat során, ahol minden tanulónak egy karimát kell összeszerelnie a víz alatt egy szerszámokkal teli táska segítségével, Brashear táskáját szándékosan felvágják. Brashear ennek ellenére befejezi az összeszerelést és elvégzi a búváriskolát, kivívva Sunday és búvártársai csendes csodálatát. Sunday-t később a parancsnok lefokozza rangidős főnökké, amiért kiállt Brashear mellett, és lehetővé tette, hogy átmenjen a vizsgán.
Brashear és Sunday útja és karrierje elválik egymástól. Brashear gyorsan emelkedik a ranglétrán, sőt, az 1966-os Palomares-i incidens során nemzeti hőssé válik, mivel megtalált egy eltűnt hidrogénbombát, és megmentette a haditengerészet legénységének tagjainak életét. Sunday folyamatosan elveszíti a nyugalmát a tisztek előtt, akik nem tisztelik az eredményeit, míg végül altisztnek minősítik, és alantas feladatokra ítélik. A lealacsonyított rangja miatt elégedetlen alkoholistává válik.
Végül a két férfi újra találkozik, miután Brashear bal lábát a palomares-i incidens során annyira megcsonkították, hogy úgy érzi, az egyetlen esélye az aktív szolgálatba való visszatérésre és egy viszonylag normális életre az, ha amputálják a lábát, és protézissel helyettesítik. Eddig az időpontig egyetlen haditengerész sem tért vissza teljes aktív szolgálatba protézissel. Sunday ismét kiképzi Brasheart, és segíti őt a haditengerészeti bürokráciával és egy ellenséges tengerészkapitánnyal folytatott harcában, hogy visszatérhessen a teljes aktív szolgálatba, és beteljesítse álmát, hogy mesterbúvár legyen. Brasheart próba elé állítják, amit a férfi sikerrel kiáll, és elérik, hogy Brasheart visszahelyezzék a szolgálatba.
Az epilógusból kiderül hogy két évvel később Brashearból mesterbúvár lesz, és még kilenc évig haditengerészetnél szolgál, majd nyugdíjba vonul.

## Szereplők
| Szerep            | Színész          | Magyar hangja         |
| ----------------- | ---------------- | --------------------- |
| Billy Sunday      | Robert De Niro   | Reviczky Gábor        |
| Carl Brashear     | Cuba Gooding Jr. | Kálloy Molnár Péter   |
| Gwen              | Charlize Theron  | Orosz Anna            |
| Jo                | Aunjanue Ellis   | Majsai-Nyilas Tünde   |
| Mr. Papus         | Hal Holbrook     | Makay Sándor          |
| Snowhill          | Michael Rapaport | Rajkai Zoltán         |
| Pullman kapitány  | Powers Boothe    | Jakab Csaba           |
| Hartigan kapitány | David Keith      | Bede-Fazekas Szabolcs |
| Rourke            | Holt McCallany   | Holl Nándor           |
| Hanks             | David Conrad     | Széles Tamás          |
| Isert             | Joshua Leonard   | Fekete Zoltán         |
| Mac, Carl apja    | Carl Lumbly      | Lázár Sándor          |
| Ella, Carl anyja  | Lonette McKee    | Koffler Gizella       |
| Floyd             | Glynn Turman     | Tóth Zoltán           |

## Fogadtatás

### Kritikai visszhang
A film vegyes kritikát kapott. A Rotten Tomatoeson 42%-os minősítést kapott 106 értékelés alapján, az összefoglaló szerint: „De Niro és Goodings Jr. alakítása teszi nézhetővé ezt a sablonos filmet.”
A MetaCriticen 56 pontot ért el a százból 30 vélemény alapján. Andy Klein a Dallas Observertől azt írta: „Ha nem nézzük túl analitikusan, a Férfibecsület szinte több felemelő érzést nyújt, mint amennyit egy test elbír.” Lou Lumenick a New York Posttól azt írta: „De Niro és Gooding Jr. mélyreható alakításai adják az oxigént ehhez a rendkívül hajós életrajzi filmhez.” Rene Rodriguez a Miami Heraldtól azt írta: „Azzal az igyekezettel, hogy Brashear életéből egy életen túli prédikációt csináljon, a Férfibecsület majdnem eléri, hogy az egészet túlzónak érezzük.”

### Bevételi adatok
A produkció a kritikák ellenére nyereséges volt. A Box Office Mojo szerint 32 millió dolláros költségvetéssel 82 milliós bevételt ért el.

### Fontosabb díjak és jelölések
| Esemény         | Díj                                                                | Eredmény |
| --------------- | ------------------------------------------------------------------ | -------- |
| 44. Grammy-gála | Grammy-díj a legjobb eredeti filmzenéért                           | Jelölve  |
| 44. Grammy-gála | Grammy-díj a legjobb vizuális média számára írt dalnak – "Win" dal | Jelölve  |